# 57 Batalion Ochrony Pogranicza
57 Samodzielny Batalion Ochrony Pogranicza – obecnie nieistniejący samodzielny pododdział Wojsk Ochrony Pogranicza pełniący służbę na granicy polsko-czechosłowackiej.

## Formowanie i zmiany organizacyjne
57 Batalion Ochrony Pogranicza sformowany został 24 kwietnia 1948 w strukturze 19 Brygady Ochrony Pogranicza w Krakowie.
Rozkazem Ministra Obrony Narodowej nr 205/Org. z 4 grudnia 1948, 1 stycznia 1949, Wojska Ochrony Pogranicza podporządkowano Ministerstwu Bezpieczeństwa Publicznego. Zaopatrzenie batalionu przejęła Komenda Wojewódzka Milicji Obywatelskiej.
1 stycznia 1951 57 batalion OP został przeformowany na 34 batalion Wojsk Ochrony Pogranicza. Dowództwo i sztab batalionu stacjonował w Żywcu.

## Struktura organizacyjna
Dyslokacja 57 batalionu OP przedstawiała się następująco :
- dowództwo batalionu i pododdziały sztabowe – Żywiec
- 194 strażnica Ochrony Pogranicza Zawoja
- 195 strażnica Ochrony Pogranicza Korbielów
- 196 strażnica Ochrony Pogranicza Złatna
- 197 strażnica Ochrony Pogranicza Soblówka
- 198 strażnica Ochrony Pogranicza] Kolonia
- 199 strażnica Ochrony Pogranicza Zwardoń.